# My Summer of Love
My Summer of Love ist ein britischer Coming-of-Age-Film des polnischen Regisseurs Paweł Pawlikowski aus dem Jahr 2004. Das von Pawlikowski geschriebene Drehbuch basiert auf dem gleichnamigen Roman von Helen Cross.

## Handlung
Im nördlichen England lebt die Jugendliche Mona zusammen mit ihrem Bruder in einem alten Pub, dem „Swan“, nachdem ihre Mutter an Krebs gestorben ist. Mona ist ein typisches Mädchen aus der englischen Arbeiterklasse. Ihr Bruder Phil ist ein Ex-Sträfling, der nach dem Gefängnis zum Glauben gefunden hat und einer Gruppe von fundamentalistischer „born-again Christians“ beigetreten ist. Mitten im Sommer lernt Mona das Mädchen Tamsin aus der reichen Oberschicht kennen. Tamsin ist wegen ihres unpassenden Verhaltens gerade vom Internat geflogen und verbringt die Ferien alleine in dem luxuriösen Ferienhaus ihrer Eltern. Obwohl die beiden aus völlig unterschiedlichen Welten stammen, sind sie sofort voneinander fasziniert und kommen sich emotional und körperlich immer näher. Tamsin beschäftigt sich mit Nietzsche und stützt sich bei ihrem Handeln auf dessen Konzept des „Übermenschen“. Gemeinsam erleben sie einen aufregenden Sommer voller Leidenschaft, Muße und Liebe. Sie fahren mit dem Mofa übers Land, genießen die schöne Landschaft, Tamsin spielt Mona Musik vor, die ihr völlig neu ist, und die beiden konsumieren Magic Mushrooms.

## Themen
Üblicherweise wird „My Summer of Love“ als Coming-of-Age-Film bezeichnet und auf die homoerotische Komponente reduziert, erfasst aber damit nur einen Aspekt des Films. Ein Thema des Films ist auch das Spiel mit Identitäten., ein anderes die Eigendynamik von Beziehungen, die sich schließlich in „obsessiver Zuneigung und gegenseitiger Abhängigkeit“ äußern kann. Michael Kinzl von critic.de ordnet den Film dem „häufig betretene Gebiet der postpubertären Mädchenfreundschaften“ zu, er zelebriere allerdings nicht die romantische Vorstellung einer Freundschaft ohne Konflikte, sondern rücke mehr die dunkleren Seiten in den Mittelpunkt, auch hier in der Tradition thematisch verwandter Filme.

## Produktion
Als Vorlage für das Drehbuch diente der Roman „My Summer Of Love“ von Helen Cross. Der Regisseur arbeitete mit einem nicht vollständig ausgearbeiteten Drehbuch, viel entstand während des Drehs durch Improvisation, auch die Schauspieler hatten Raum zum Improvisieren. Teile des Scripts erhielten erst während der Dreharbeiten ihre endgültige Form. Inspiriert durch seinen Film über das Leben „widergeborener Christen“ in Yorkshire integrierte er die Figur des Phil in die Handlung und veränderte damit die Romanvorlage wesentlich. Durch die Figur des Phil neben der „natürlichen Mona“ und der künstlerischen „Tamsin“ erhalte der Film eine zusätzliche, dritte Komponente: die der religiösen Weltsicht, die in ihrer konzentrierten Form letztlich auch wie eine Droge wirken könne, so der Filmkritiker Lars Lachmann.
Gedreht wurde der Film hauptsächlich in Todmorden in West-Yorkshire. Kameramann war der Pole Ryszard Lenczewski, der für seine Arbeit eine Nominierung für den Europäischen Filmpreis erhielt. Für die beiden weiblichen Hauptdarsteller war der Film die erste große Rolle in einem Kinofilm.

### Filmmusik
Die Filmmusik wurde von Alison Goldfrapp und Will Gregory geschrieben. Lovely Head, die erste Single aus Goldfrapps Album Felt Mountain (2000), wird fast leitmotivisch in dem Film eingesetzt.
Maria Kliegel und die Bournemouth Sinfonietta unter Jean-François Monnard spielen das Cello-Stück „Der Schwan“ aus dem Karneval der Tiere von Camille Saint-Saëns. Das Haydn Quartett Budapest spielt einen Auszug aus Alexander Borodins Streichquartett Nr. 2 in D-Dur. Edith Piaf singt das Chanson La foule. Ergänzt wird der Score durch Musik von The Pretenders, Blonde Redhead und von Robert Gill & Caetano Veloso.

## Veröffentlichung
Uraufführung des Films war am 21. August 2004 auf dem Edinburgh Filmfestival. Der Film kam am 30. Juni 2005 in die deutschen Kinos. 2023 veröffentlichte das Label Capelight Pictures eine DVD in deutscher und englischer Sprache.

## Rezeption

### Auszeichnungen
- 2005: British Academy Film Award als bester britischer Film des Jahres – Alexander Korda Award
- 2005: Directors Guild of Great Britain Award – Beste Regie
- 2005: Preis des Edinburgh International Film Festival – Bester neuer britischer Spielfilm
- 2005: Evening Standard British Film Award – Bestes Drehbuch und Beste Nachwuchsdarsteller (Natalie Press und Emily Blunt)
- 2005: London Critics Circle Film Award – Beste Nachwuchsdarstellerin (Emily Blunt)
- 2005: Motovun Film Festival – Lobende Erwähnung für Natalie Press und Emily Blunt
- 2006: Polnischer Filmpreis in der Kategorie Bester europäischer Film

### Kritik
Rouven Linnarz zieht nach seiner positiven Filmkritik in dem Filmportal film-rezensionen.de folgendes Fazit: „«My Summer of Love» ist eine erzählerisch interessante und visuell sehr schöne Coming-of-Age Geschichte. Pawel Pawlikowski erzählt von erster Liebe, von Abschied und dem Verlust von Unschuld und kann sich dabei auf ein sehr gutes Schauspielerensemble verlassen.“